# 256697 Nahapetov
256697 Nahapetov è un asteroide della fascia principale. Scoperto nel 2008, presenta un'orbita caratterizzata da un semiasse maggiore pari a 2,4631355 au e da un'eccentricità di 0,0572707, inclinata di 5,62842° rispetto all'eclittica.
L'asteroide è dedicato all'attore e regista sovietico, naturalizzato statunitense, Rodion Rafailovič Nachapetov.